# 博加塔亚河 (滨海边疆区)
博加塔亚河（俄语：Река Богатая）或良子河（俄语：Река Лянчихе）是滨海边疆区符拉迪沃斯托克城区的河流，位于穆拉维约夫-阿穆尔斯基半岛，源起天然脐山，长19公里，流域面积69平方公里，在海洋站注入日本海布拉日尼科夫湾。自东向西流，是符拉迪沃斯托克最大的河流，水位波动辐度可达2米。1961年在河上建成水库，每日可提供5万至8万立方米的水。

## 引用
1. ↑  . （原始内容存档于2008-05-27） （俄语）.
2. ↑  А·П·穆拉诺夫. . 列宁格勒: 气象出版社. 1966 （俄语）.
3. ↑  . 列宁格勒: 气象出版社 （俄语）.
4. ↑  Т·А·基谢尔科瓦娅. . 列宁格勒: 气象出版社. 1977 （俄语）.
5. ↑  . 国家水登记处.   [2024-01-07]. （原始内容存档于2024-01-07） （俄语）.